# Lotfi Bondka
Lotfi Bondka est un acteur et humoriste tunisien.

## Filmographie

### Cinéma
- 2010 : Fin décembre (ar) de Moez Kamoun (ar) : Ibrahim

### Télévision
- 1999-2000 : Rih almasak d'Ezzedine Harbaoui : Moncef
- 2004 : Jari Ya Hammouda d'Abdeljabbar Bhouri : Hédi
- 2006 et 2009-2010 : Ittijah Mochakiss de Rafik Meddeb : Haykel Belgacem
- 2012 : Sénat de Moncef Kateb
- 2018 : Bondokyat de Moncef Kateb : Othman
- 2018-2019 : Elli Leek Leek de Kaïs Chekir : M. Habib
- 2019 : Al Harba de Kaïs Chekir : M. Jilani, le directeur du district de la police
- 2021 : Ibn Khaldoun de Sami Faour : le directeur général Moncef Ben Ismaïl